# Enneapterygius atrogulare
Enneapterygius atrogulare es una especie de pez de la familia Tripterygiidae en el orden de los Perciformes.

## Morfología
• Los machos pueden llegar alcanzar los 5 cm de longitud total.

## Alimentación
Come principalmente invertebrados pequeños y  algas.

## Hábitat
Es un pez de mar de clima subtropical y asociado a los  arrecifes de coral que vive hasta los 5 m de profundidad.

## Distribución geográfica
Se encuentra en Australia (desde el norte de Queensland hasta Nueva Gales del Sur) y Tonga.